# László Hódi
László Hódi, (Szeged, Hungría, 10 de julio de 1934-Melbourne, Australia, 26 de mayo de 2023), fue un jugador húngaro de baloncesto. 

## Palmarés
Consiguió dos medallas en competiciones internacionales con Hungría y participó en los Juegos Olímpicos de Helsinki 1952. Se nacionalizó australiano, y jugó con Australia los juegos olímpicos de Roma 1960 que fue el primera jugador de baloncesto en representar a dos países diferentes el Juegos Olímpicos.